# Pterotaea aporema
Pterotaea aporema là một loài bướm đêm trong họ Geometridae.